# Euthalia caudata
Euthalia caudata är en fjärilsart som beskrevs av Talbot 1943. Euthalia caudata ingår i släktet Euthalia och familjen praktfjärilar. Inga underarter finns listade i Catalogue of Life.